# Lonchaea wiedemanni
Lonchaea wiedemanni är en tvåvingeart som beskrevs av Townsend 1895. Lonchaea wiedemanni ingår i släktet Lonchaea och familjen stjärtflugor. Inga underarter finns listade i Catalogue of Life.